# Gęś krótkodzioba
Gęś krótkodzioba (Anser brachyrhynchus) – gatunek dużego, wędrownego ptaka wodnego z rodziny kaczkowatych (Anatidae). Nie jest zagrożony wyginięciem.

## Systematyka
Jest to gatunek monotypowy. Gęś krótkodzioba jest blisko spokrewniona z gęsią zbożową (A. fabalis), za której podgatunek była niekiedy uznawana.

## Zasięg występowania
Zamieszkuje wschodnią Grenlandię, Islandię i Svalbard. Zimuje na Wyspach Brytyjskich i wybrzeżach Morza Północnego od Danii do Belgii. W Polsce podczas przelotów i zimą regularnie widywane są pojedyncze osobniki i niewielkie grupki przebywające w stadach gęsi zbożowych i białoczelnych.

## Morfologia
Przypomina gęś zbożową, podobnie jak ona jest brązowawa, jednak jej grzbiet i pokrywy skrzydłowe są szarawe z poprzecznymi prążkami. Jest też trochę mniejsza, ma krótszą i grubszą szyję. Ponadto nogi ma różowe, a gęś zbożowa – pomarańczowe. Dziób czarny z pomarańczową lub różową plamą.
Długość ciała ok. 60–75 cm, rozpiętość skrzydeł 135–170 cm, masa ciała: samce 1900–3860 g, samice 1450–2810 g.

## Ekologia i zachowanie

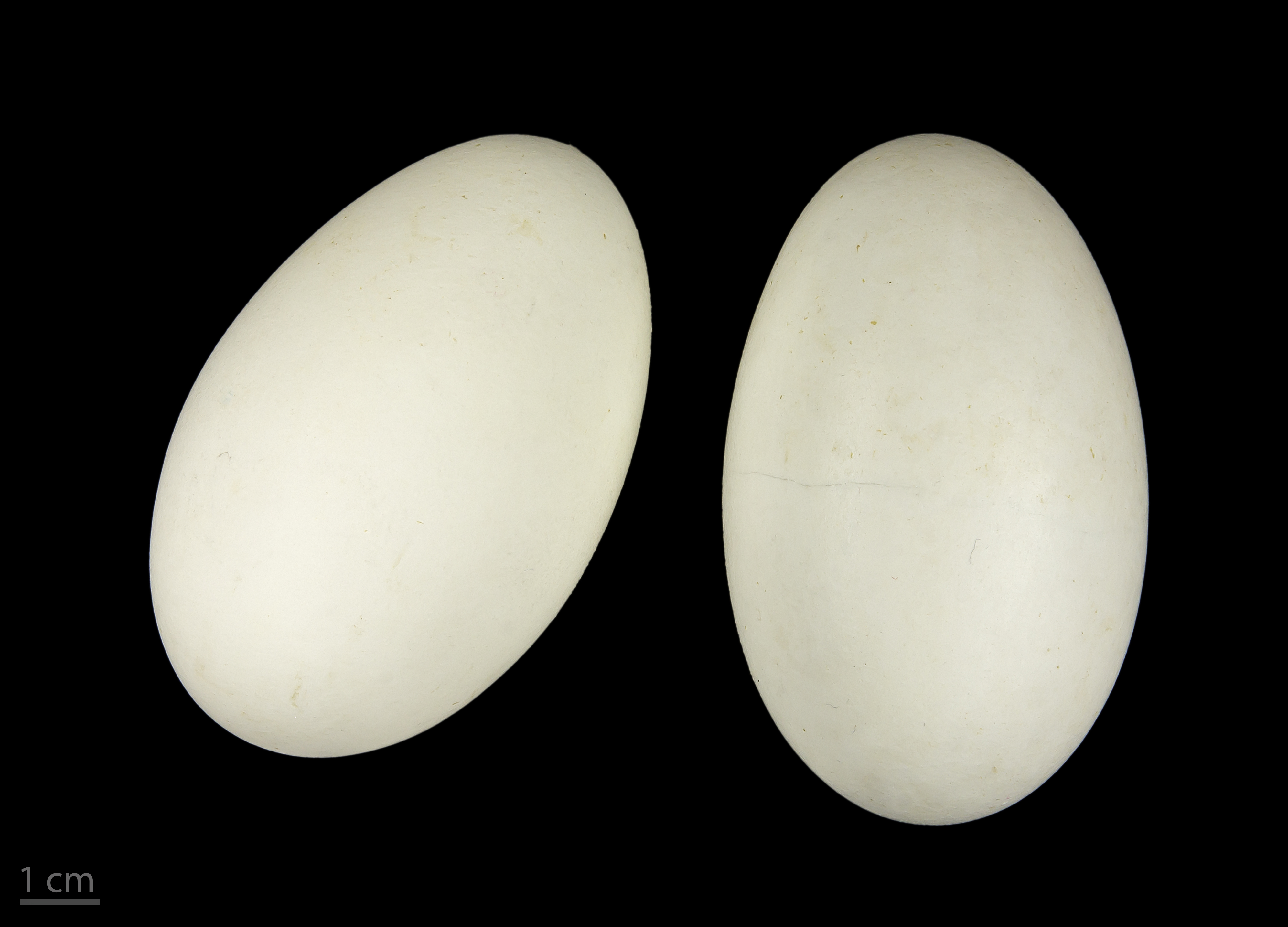
Jaja z kolekcji muzealnej

BiotopTundra. Zimuje w estuariach rzek, na wybrzeżach oraz na polach uprawnych.
GniazdoZagłębienie w ziemi wyściełane materiałem roślinnym.
JajaSkładane w liczbie 3–5.
WysiadywanieJaja wysiadywane są przez okres 25–27 dni przez samicę. Pisklęta są zagniazdownikami, zdolność lotu uzyskują po około 56 dniach.
PożywienieRośliny lądowe, rzadziej wodne, w okresie zimowym również na polach uprawnych.

## Status i ochrona
IUCN uznaje gęś krótkodziobą za gatunek najmniejszej troski (LC – Least Concern) nieprzerwanie od 1988 roku. Liczebność światowej populacji w 2015 roku, według szacunków organizacji Wetlands International, wynosiła około 410 tysięcy osobników. Trend liczebności populacji uznawany jest za wzrostowy.
W Polsce podlega ścisłej ochronie gatunkowej.